# Mecocerculus
Mecocerculus és un gènere d'ocells de la família dels tirànids (Tyrannidae). Agrupa espècies natives d'Amèrica del Sud on es distribueixen principalment al llarg de la serralada dels Andes, des del nord-oest de Veneçuela fins al nord-oest de l'Argentina, amb poblacions al nord-est i tepuis del sud de Veneçuela i adjacències de l'extrem nord del Brasil i oest de Guyana.

## Descripció
Els ocells d'aquest gènere són petits i bonics, mesurant entre 11 i 14 cm de longitud, que habiten principalment a les selves humides andines i que es distingeixen per la llista superciliar molt marcada i per les franges contrastades a les ales.

## Taxonomia i etimologia
Les dades morfològiques indiquen que aquest gènere és gairebé certament polifilètic (Lanyon, 1988), i hauria de ser dividit, però no hi ha possibilitats de modificacions taxonòmiques sense estudis més profunds.
Els amplis estudis geneticomoleculars realitzats per Tello et al. (2009) van descobrir una quantitat de relacions noves dins de la família Tyrannidae que encara no estan reflectides en la majoria de les classificacions. Seguint aquests estudis, Ohlson et al. (2013) van proposar dividir Tyrannidae en 5 famílies. Segons l'ordenament proposat, Mecocerculus roman a Tyrannidae, en una subfamília Elaeniinae (Cabanis & Heine, 1859-60), en una tribu Euscarthmini (Ihering, 1904) però excloent-hi Mecocerculus leucophrys juntament amb Zimmerius, Stigmatura, Inezia, Euscarthmus, Ornithion, part de Phyllomyias i Camptostoma.
El nom genèric Mecocerculus és un diminutiu de la combinació de paraules del grec antic «μηκος (mēkos)» que significa “llarg”, i «κερκος (kerkos)» que significa “cua”.
Segons la Classificació del Congrés Ornitològic Internacional (versió 14.2, 2024) aquest gènere està format per 6 espècies:
- Mecocerculus poecilocercus - tiranet cuablanc.
- Mecocerculus hellmayri - tiranet de Hellmayr.
- Mecocerculus stictopterus - tiranet alabarrat.
- Mecocerculus leucophrys - tiranet gorjablanc.
- Mecocerculus calopterus - tiranet ala-rogenc.
- Mecocerculus minor - tiranet de ventre sulfuri.